# Habenaria matudae
Habenaria matudae är en orkidéart som beskrevs av Gerardo A. Salazar. Habenaria matudae ingår i släktet Habenaria och familjen orkidéer. Inga underarter finns listade i Catalogue of Life.